# انرژی مخصوص
انرژی مخصوص (انگلیسی: Specific energy) یا انرژی مخصوص برابر با انرژی به‌ازای واحد جرم است و برای تعیین کمیت مواردی نظیر گرمای ذخیره‌شده و سایر خواص ترمودینامیکی موادی مانند انرژی درونی مخصوص، آنتالپی مخصوص، انرژی آزاد گیبس مخصوص و انرژی آزاد هلمولتز مخصوص به‌کار می‌رود. این کمیت ممکن است برای انرژی جنبشی و انرژی پتانسیل نیز استفاده شود. انرژی مخصوص یک خاصیت شدتی است که در آن انرژی و حجم خواص مقداری هستند.